# Jekatierina Szarmina
Jekatierina Michajłowna Szarmina, z domu Martynowa (ros. Екатерина Михайловна Мартынова-Шармина, ur. 6 sierpnia 1986) – rosyjska lekkoatletka specjalizująca się w biegach średnich.
Międzynarodową karierę zaczynała od zajęcia czwartego miejsca w biegu na 800 metrów podczas mistrzostw świata juniorów młodszych w 2003. Nie udało jej się awansować do finału juniorskiego czempionatu globu w 2004, a rok później została wicemistrzynią Europy juniorów w biegu na 1500 metrów. Siódma zawodniczka młodzieżowego czempionatu Europy w biegu na 800 metrów (2007). Podczas rozgrywanych w 2011 w Paryżu halowych mistrzostw Europy zdobyła brązowy medal w rywalizacji na 1500 metrów. Szósta zawodniczka mistrzostw świata w Moskwie (2013). Stawała na podium mistrzostw Rosji.
18 lutego 2011 w Moskwie sztafeta 4 x 800 metrów w składzie: Aleksandra Bułanowa, Jekaterina Szarmina, Jelena Kofanowa i Anna Bałakszyna ustanowiła halowy rekord świata w tej konkurencji, który przetrwał do 3 lutego 2018.
Wyniki testów antydopingowych z września 2016 roku wykryły u Szarminy obecność niedozwolonej substancji. Zawodniczka została zdyskwalifikowana do grudnia 2022 roku.

## Osiągnięcia
| Rok  | Impreza                               | Miejsce    | Konkurencja    | Pozycja    | Wynik   |
| ---- | ------------------------------------- | ---------- | -------------- | ---------- | ------- |
| 2003 | Mistrzostwa świata juniorów młodszych | Sherbrooke | bieg na 800 m  | 4. miejsce | 2:05,62 |
| 2004 | Mistrzostwa świata juniorów           | Grosseto   | bieg na 800 m  | półfinał   | 2:06,16 |
| 2005 | Mistrzostwa Europy juniorów           | Kowno      | bieg na 1500 m | 2. miejsce | 4:15,46 |
| 2007 | Młodzieżowe mistrzostwa Europy        | Debreczyn  | bieg na 800 m  | 7. miejsce | 2:03,50 |
| 2011 | Halowe mistrzostwa Europy             | Paryż      | bieg na 1500 m | 3. miejsce | 4:14,16 |
| 2012 | Igrzyska olimpijskie                  | Londyn     | bieg na 1500 m | eliminacje | 4:13,86 |
| 2013 | Uniwersjada                           | Kazań      | bieg na 1500 m | 1. miejsce | 4:05,49 |
| 2013 | Mistrzostwa świata                    | Moskwa     | bieg na 1500 m | 6. miejsce | 4:05,49 |

## Rekordy życiowe
- Bieg na 800 metrów – 1:59,17 (2011)
- Bieg na 800 metrów (hala) – 2:01,34 (2011)
- Bieg na 1000 metrów (hala) – 2:37,63 (2008)
- Bieg na 1500 metrów – 3:59,49 (2012)
- Bieg na 1500 metrów (hala) – 4:03,68 (2008)